# N’Dounga
N’Dounga (auch: Dounga, Ndounga) ist eine Landgemeinde im Departement Kollo in Niger.

## Geographie

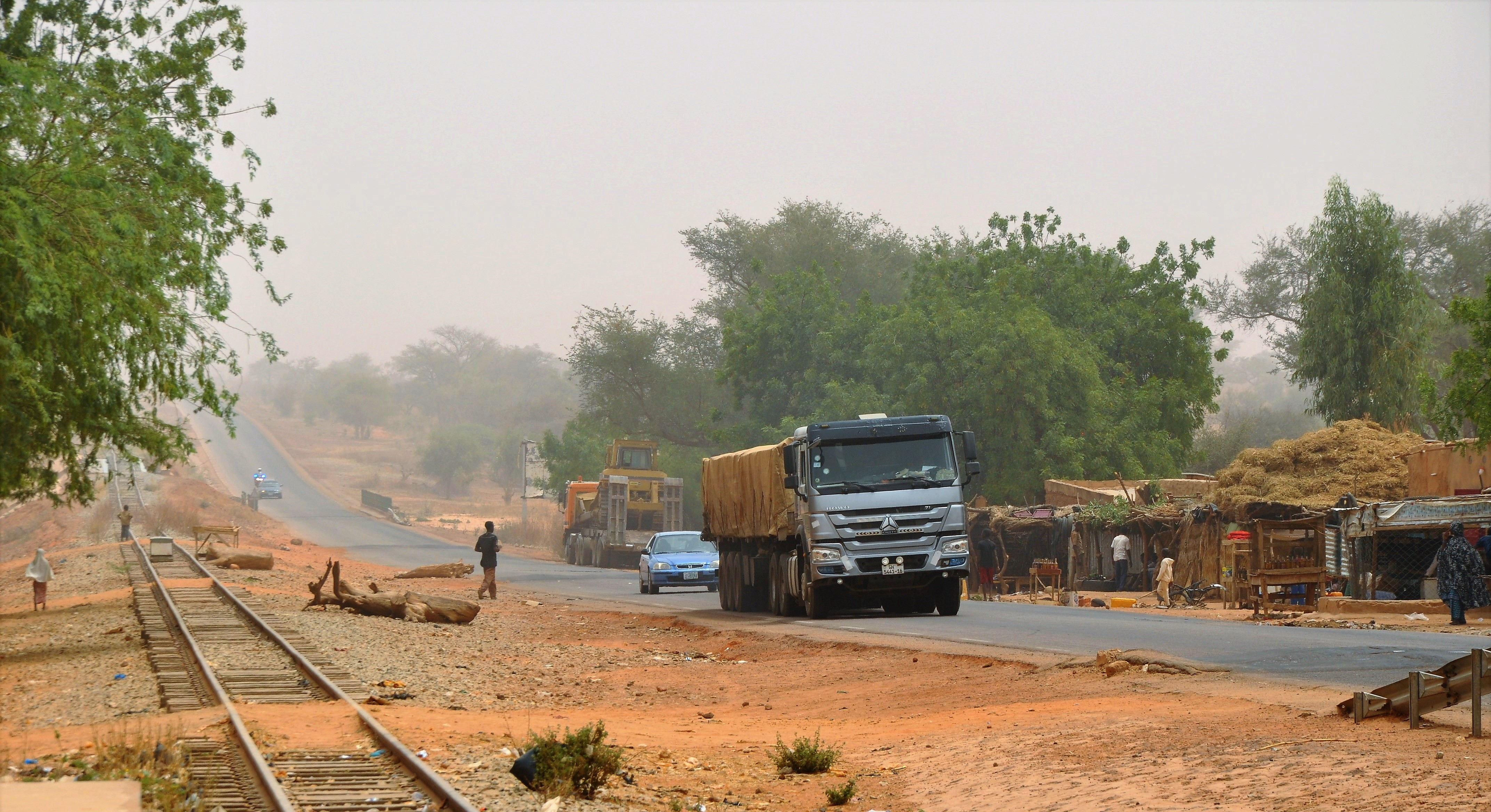
Straßenszene im Dorf Guéssélbodi Dabaga in der Gemeinde N’Dounga

N’Dounga liegt am Fluss Niger. Die Nachbargemeinden sind Hamdallaye im Norden, Kouré im Nordosten, Kollo im Südosten, Youri im Südwesten und Liboré im Nordwesten.
Bei den Siedlungen im Gemeindegebiet handelt es sich um 31 Dörfer, sechs Weiler und ein Lager. Der Hauptort der Landgemeinde ist Fandobon.
Die Gemeinde wird zur Übergangszone zwischen Sahel und Sudan gerechnet. Die Forêt classée de Guéssélbodi ist ein 5100 Hektar großes unter Naturschutz stehendes Waldgebiet beim Dorf Guéssélbodi Dabaga im Gemeindegebiet von N’Dounga. Die Unterschutzstellung erfolgte 1948. Zwischen den Dörfern Fandobon und Galakaïna Sorkoydo mündet das Trockental Kori de Ouallam, dessen Einzugsgebiet sich über eine Fläche von 10.740 km² erstreckt, in den Fluss Niger.

## Geschichte

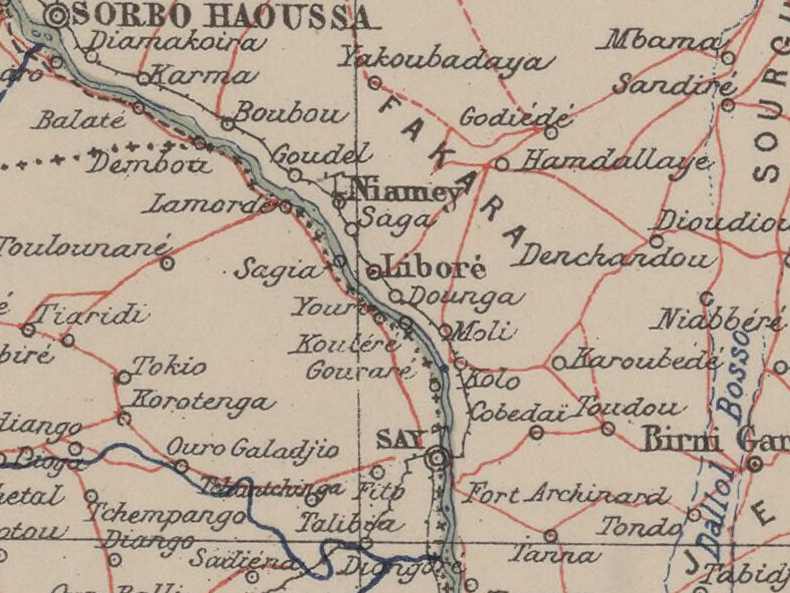
Ausschnitt einer Karte von 1903 mit N’Dounga (Dounga) im Zentrum

Die Zarma-Siedlung N’Dounga wurde Ende des 16. Jahrhunderts gegründet. Ihr Gründer war ein Sohn des Kriegers Hawa Izé Mali, der für das Songhaireich Widerstand gegen die Eroberer aus Marokko leistete und seine Abstammung auf den legendären Helden Mali Béro zurückführte. Die Siedlung wurde der Sitz der Zarma-Untergruppe Kogori. Der Herrscher von N’Dounga nahm den Titel Zarmakoy an. Ein Sohn eines Zarmakoy namens Sébangou Mali gründete die Siedlung Gamkalley Sébanguey, die heute ein Stadtviertel der Hauptstadt Niamey ist. Die Zarma von N’Dounga gingen im 19. Jahrhundert regelmäßig auf Raubzüge in der Region, etwa nach Bonkoukou, Karma und Sakoïra. Sie versuchten auch, allerdings erfolglos, Dosso anzugreifen.
Die Landgemeinde N’Dounga ging 2002 bei einer landesweiten Verwaltungsreform aus dem Kanton N’Dounga hervor.

## Bevölkerung

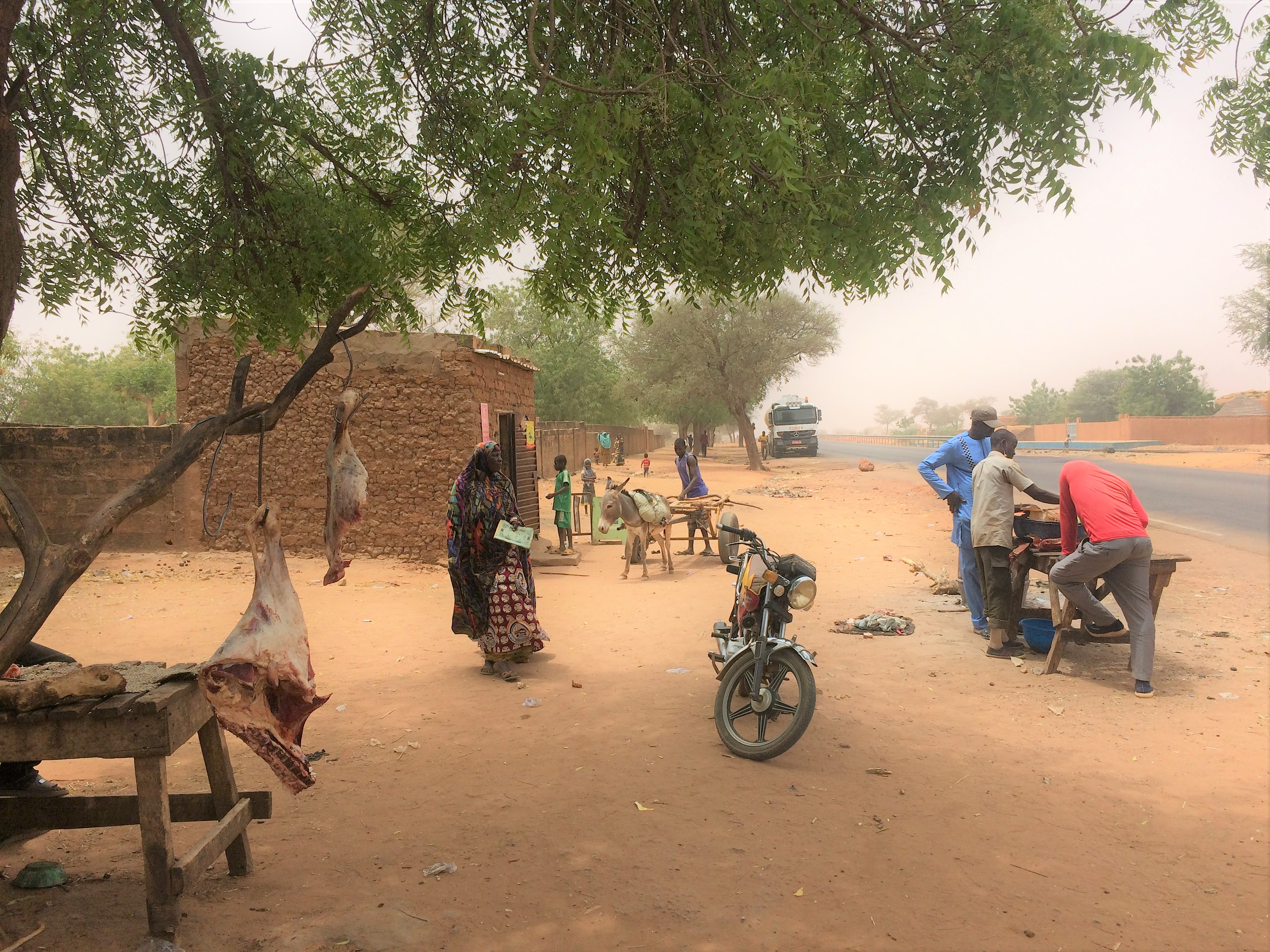
Straßenszene im Dorf Guéssélbodi Dabaga in der Gemeinde N’Dounga

Bei der Volkszählung 2012 hatte die Landgemeinde 22.341 Einwohner, die in 2.949 Haushalten lebten. Bei der Volkszählung 2001 betrug die Einwohnerzahl 14.862 in 1.855 Haushalten.
Im Hauptort lebten bei der Volkszählung 2012 4.565 Einwohner in 673 Haushalten, bei der Volkszählung 2001 1.404 in 175 Haushalten und bei der Volkszählung 1988 1.545 in 194 Haushalten.
In ethnischer Hinsicht ist die Gemeinde ein Siedlungsgebiet von Zarma und Fulbe.

## Politik
Der Gemeinderat (conseil municipal) hat 11 gewählte Mitglieder. Mit den Kommunalwahlen 2020 sind die Sitze im Gemeinderat wie folgt verteilt: 4 AMEN-AMIN, 3 PNDS-Tarayya, 2 PJP-Génération Doubara, 1 MNSD-Nassara und 1 RPP-Farilla.
Jeweils ein traditioneller Ortsvorsteher (chef traditionnel) steht an der Spitze von 28 Dörfern in der Gemeinde.

## Kultur
In N’Dounga gibt es eine Schule für Djesseré, eine besondere Art von Erzählern, die historische Überlieferungen in langen Vorträgen weitergeben.

## Wirtschaft und Infrastruktur

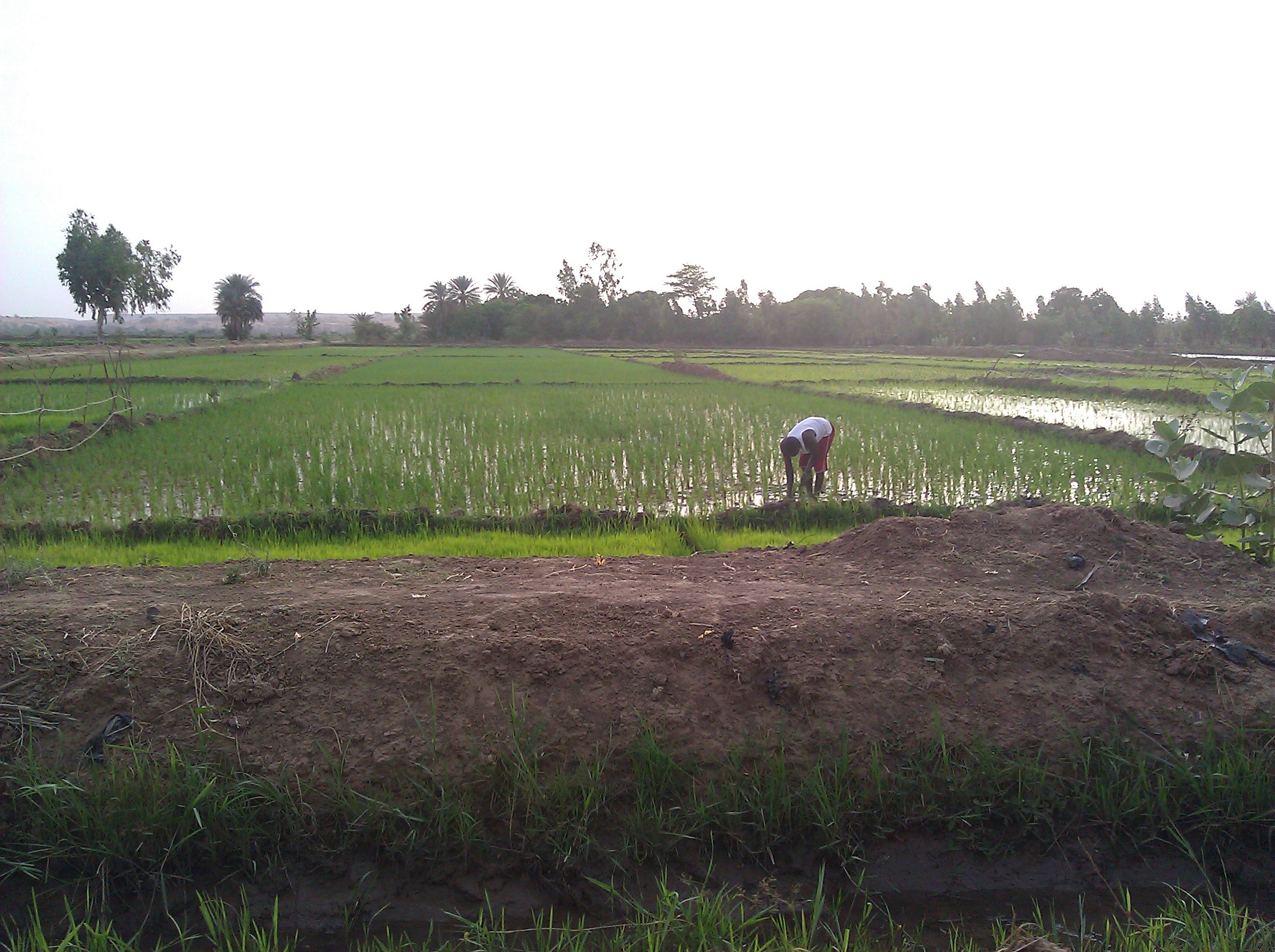
Ein Reisfeld in N’Dounga

Die Gemeinde liegt in einer Zone, in der Regenfeldbau betrieben wird. Am Fluss erstreckt sich ein bewässerungsfeldwirtschaftliches Areal. In N’Dounga befindet sich ein Stützpunkt des staatlichen agronomischen Forschungsinstituts Institut National de Recherches Agronomiques du Niger (INRAN). Die Niederschlagsmessstation im Hauptort liegt auf 210 m Höhe.
Im Hauptort ist ein Gesundheitszentrum des Typs Centre de Santé Intégré (CSI) vorhanden. Der CEG N’Dounga ist eine allgemein bildende Schule der Sekundarstufe des Typs Collège d’Enseignement Général (CEG). Beim Centre de Formation aux Métiers de N’Dounga (CFM N’Dounga) handelt es sich um ein Berufsausbildungszentrum.
Durch den Norden der Gemeinde, unter anderem durch das Dorf Guéssélbodi Dabaga, verläuft die asphaltierte Nationalstraße 1, die mit 1601,7 Kilometern längste Fernstraße Nigers.

## Persönlichkeiten
- Idé Oumarou (1937–2002), Politiker, Diplomat und Schriftsteller
- Oumarou Sidikou (1938–2005), Politiker und Bankmanager